# American Football League 1968
La stagione AFL 1968 è stata la 9ª stagione sportiva della American Football League, la lega professionistica statunitense di football americano. La stagione è iniziata il 6 settembre 1968. La finale del campionato si è disputata il 29 dicembre nello Shea Stadium di New York tra i New York Jets e gli Oakland Raiders ed ha visto la vittoria dei Jets per 27 a 23.
La stagione vide il debutto dei Cincinnati Bengals che vennero inseriti nella Western Division.
Dopo la fine della stagione, il 12 gennaio 1969, i campioni dei Jets sfidarono nell'Orange Bowl di Miami i vincitori della stagione 1968 della National Football League, i Baltimore Colts, in una partita denominata AFL-NFL World Championship Game, ma che per la prima volta assunse il nome di Super Bowl e che poi sarebbe stata identificata come il Super Bowl III. L'incontro vide la vittoria dei Jets per 16 a 7.

## Stagione regolare
La stagione regolare è iniziata il 6 settembre 1968 ed è terminata il 15 dicembre, si è svolta in 14 giornate.

### Risultati della stagione regolare
- V = Vittorie, S = Sconfitte, P = Pareggi, PCT = Percentuale di vittorie, PF = Punti Fatti, PS = Punti Subiti
- La qualificazione ai play-off è indicata in verde (tra parentesi il seed)

| Eastern Division  |    |    |   |     |     |     |
| Squadra           | V  | S  | P | PCT | PF  | PS  |
| (*) New York Jets | 11 | 3  | 0 | 786 | 419 | 280 |
| Houston Oilers    | 7  | 7  | 0 | 500 | 303 | 248 |
| Miami Dolphins    | 5  | 8  | 1 | 385 | 276 | 355 |
| Boston Patriots   | 4  | 10 | 0 | 286 | 229 | 406 |
| Buffalo Bills     | 1  | 12 | 1 | 77  | 199 | 367 |

| Western Division    |    |    |   |     |     |     |
| Squadra             | V  | S  | P | PCT | PF  | PS  |
| (*) Oakland Raiders | 12 | 2  | 0 | 857 | 453 | 233 |
| Kansas City Chiefs  | 12 | 2  | 0 | 857 | 371 | 170 |
| San Diego Chargers  | 9  | 5  | 0 | 643 | 382 | 310 |
| Denver Broncos      | 5  | 9  | 0 | 357 | 255 | 404 |
| Cincinnati Bengals  | 3  | 11 | 0 | 214 | 215 | 329 |

Al termine della stagione regolare, i Raiders si qualificarono per la finale dopo uno spareggio con i Chiefs che si svolse il 22 dicembre nell'Oakland Coliseum di Oakland e che si concluse col punteggio di 41 a 6.

## La finale
La finale della AFL venne giocata tra le squadre prime qualificate delle due Division, ovvero i New York Jets e gli Oakland Raiders il 29 dicembre 1968 nello Shea Stadium di New York. I Jets si aggiudicarono il titolo per 27 a 23.

### Vincitore
| Vincitori del campionato AFL 1968 New York Jets 1º titolo |